# آراء رجال الدين عن التدخين

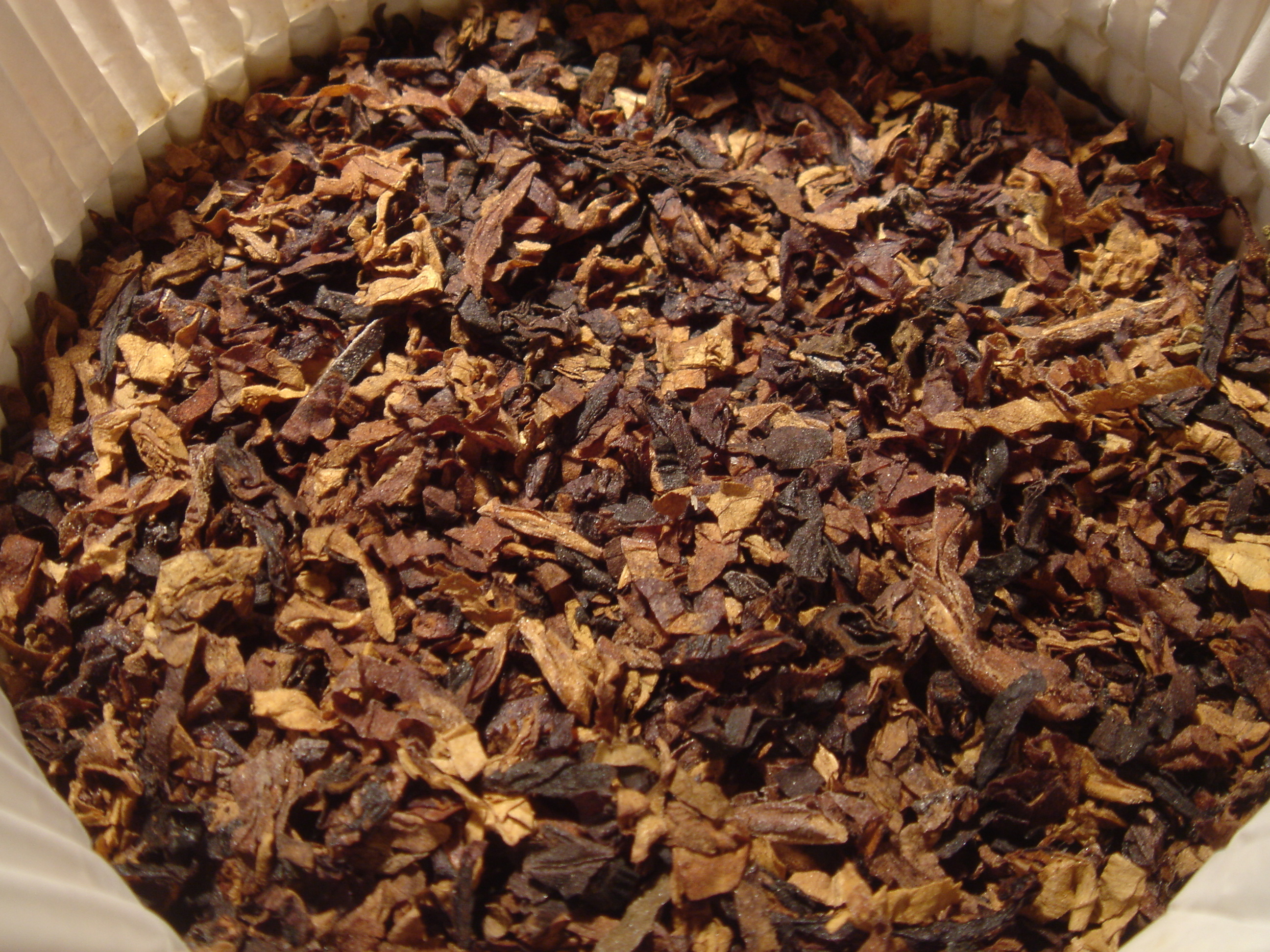

تختلف آراء رجال الدين حول التدخين إلى حد كبير، استخدم سكان أمريكا الأصليين التبغ حسب تقاليدهم لأغراض دينية، بينما الديانات الإبراهيمية والديانات الأخرى فقط عرضته للإستخدام تبعاً للإستعمار الأوروبي الأمريكي في القرن السادس عشر.

## الديانات الإبراهيمية
بإستثناء القليل من الطوائف المسيحية، نشأت الديانات الإبراهيمية قبل إدخال التدخين إلى أوروبا من العالم الجديد، لِذا تلك الأديان لم تعالج موضوع التدخين في تعاليمها الأساسية، لكن الأطباء الجدد عرضوا تفسيرات وتأويلات معتقداتهم فيما يتعلق بالتدخين.

### المسيحية
جون سيباستيان باك عُرِف باستمتاعه بتدخين الغليون، وكتب قصيدة في كيفية تعزيز علاقته مع الله. في القرن التاسع عشر، أعتبر التدخين غير لائق عند بعض المسيحيين. في خريف 1874 تورط جورج فريدريك بينتيكوست في ما يسمى فضيحة التليغراف اليومية: جدل التدخين، ونظيره شارلز سبرجيون، عرف بأمير الإستثمار، تم استغلاله من قبل صناعة التبغ. صنف التبغ، بجانب شرب الخمر، ولعب القمار، والبطاقات، والرقص والذهاب إلى المسرح، في جي.أم. جودي التسلية المشكوك فيها والقيم البديلة، كتاب عرض حوار ضد التدخين الذي نشر عام 1904 من قبل كتاب الميثودية الغربي للعناية.
رغم أن ليس هناك تحريم كنسي رسمي حول استخدام التبغ، الأكثر تقليداً بين كنائس الارثوذكس هو منع رجال الدين والرهبان من التدخين، والعلماني شجع أكثر لترك هذه العادة، إذا كانوا خاضعين لها.
الشخص الذي يدخن يعتبر ملوث ل«معبد الروح المقدسة»، المقدس نتيجة لإستقباله الأسرار المقدسة. (مظهر الجسم يعتبر «معبد الروح المقدسة» كما هو معروف لدى البروتستانت، وأقتبس كأساس ليس فقط ضد التدخين، بل ضد المخدرات الترفيهية، وأكل الميتة، والفجور الجنسي، وأيضاً أي رذائل مؤذية للجسم. مرجع الكتاب المقدس الكورنثية الأولى 7:6-20). في ثقافة الارثوذكس، مختلف فصول المنتقصة تطورت لوصف التدخين، مثل «بخور الشيطان». الأب أليكساندر ليبيدف وصف نهج الارثوذكس كما يلي:-
أنت تتسائل «هل هناك شرائع تتحدث عن قضايا..التبغ؟» سوف أسألك أين الشرائع التي تمنع استخدام الماريغوانا أو شم الكوكايين أو تحميل الصور الإباحية من الإنترنت؟ بوضوح، لا يوجد. هل هذا يعني أن فطرتك الأرثوذكسية السليمة لا ينبغى أن اكون دليلك الكافي للحكم على ما هو صحي أو غير صحي؟ الشرائع لا ينبغي أن تعتبر خلاصة وافية من الإجابات على كل الأسألة الممكنة. الإله أعطانا العقل والضمير ويجب علينا استخدامهم لتحديد ما هو صواب وما هو خطأ، سواء كان الموضوع محدد في الشرائع أو لا. تدخين التبغ مثير للاشمئزاز، قذر، عادة الإدمان التي تحوّل الفم إلى مرمدة سجائر. هي ليست فقط سامة لجسم المدخن لكنها أيضاً تلوث الهواء الذي يتنفسه الأشخاص القريبين من المدخن وبذلك تصبح مسممه لهم أيضاً. هي تماماً غير متوافقة مع كرامة كهنة الأرثوذكس، الشماسين، أو عظمة الدير، سواء تناولت موضوعها الشرائع أم لا.
كنيسة الكاثوليك الرومانية لم تحكم على التدخين، لكن اعتبرت المدخن بإفراط مذنب، كما توضح بالتعليم الشفهي (ccc 2290):
فضيلة الزهد أعدتنا لتجنب كل أنواع تجاوز الحد: التعسف بالطعام، الكحول، التبغ، أو المسكنات.
شهود يهوه لم يسمح لأي عضو ناشط بالتدخين منذ 1973، وتحذر ثقافته من مخاطر التدخين الروحية والنفسية.
كنيسة اليوم السابع السبتية أيضاً طالبت أعضائها بالامتناع من استخدام التبغ. طالبت الحكومة إحداث قوانين تشمل «فرض حظر موحد على جميع إعلانات التبغ، قوانين متشددة تمنع التدخين في الأماكن العامة غير السكنية، تثقيف عام أكثر عدوانية ومنهجية، وضرائب أعلى بكثير على السجائر».
مؤسس حركة كنيسة يسوع القديسي الأيام الأخيرة، جوزيف سميث، سجل أنه في 27 فبراير 1833 استقبل الوحي الذي تناول استخدام التبغ. وهو معروف بكلمة الحكمة، موجود في المقطع 89 من المبادئ والعهود، وحظر التدخين أو مضغ التبغ. (المقطع 89) ما دام في البداية عرضت كقانون، كانت وأخيراً مقبولة كوصية من كنيسة يسوع المسيح لقديسي الأيام الأخيرة. كلمة الحكمة تمارس أيضاً على الدرجات والشهادات المختلفة بواسطة طوائف قديسي الأيام الأخيرة.

### الإسلام
الفتاوى الأولى حرمت استخدام التبغ منذ عام 1602. في السنوات الأخيرة، فتاوى التبغ (التصريحات الإسلامة القانونية) نشرت بمقتضى الشؤون الصحية. الكتاب المقدس للإسلام (القرآن) لم يحرم أو يستنكر التدخين بالخصوص، لكنه أعطى توجيهات أخلاقية:
«ولا تلقوا بأيديكم إلى التهلكة...» (البقرة 2/195)
«وكلوا واشربوا ولا تسرفوا» (الأعراف 7/31)
عملياً، على الأقل دراسة واحدة مؤخراً (أبوت آباد، باكستان) وجدت أن المسلمين المتيقظين والواعيين يميلو لتجنب التدخين. وجدت دراسة عن الشباب العربي الأمريكي المسلم أن التأثيرات الإسلامية مرتبطة ببعض تضائلات التدخين.
على العكس، دراسة مصرية وجدت أن العلم بفتاوى التدخين لم يقلل التدخين.إجمالاً، انتشار التدخين يزداد في البلدان الإسلامية.
الأستاذ الشهير يوسف القرضاوي ناقش على أن التدخين لم يعد قضية للجدال بين الأساتذة الإسلاميين بسبب معرفة مخاطره الصحية.
الخلاف القانوني المذكور بين الأساتذة الإسلاميين على الحكم على التدخين، منذ طلوعه وانتشاره، لا يستند دائماً إلى الإختلاف في البراهين الشرعية، إنما أيضاً بالاختلاف في تثبيت سبب على أي حكم يستند إليه. جميعهم أتفق على أن كل ما ثبت أنه مؤذي للجسم والعقل فهو حرام، أيضاً اختلفوا فيما إذا كان هذا الحكم يشمل التدخين. بعضهم أدّعى أن للتدخين بعض الفوائد، والآخرين أكدوا بأن له سلبيات قليلة بالمقارنة مع فوائده، في حين مجموعة ثالثة ثبتت على أن ليس له إيجابيات ولا سلبيات. هذا يعني أنه إذا تأكد الأساتذة من مخاطر التدخين، بالتأكيد سوف يكون محرم.. ..
ثانياً: ميولنا لإعتبار التدخين محرم لا يعني أنه خطير كخطر الخطايا الكبيرة (الكبائر) مثل الزنا، وشرب الخمر، والسرقة. في الحقيقة، المسائل المحرمة في الإسلام نسبية؛ بعضها محرم بشكل قليل والآخر محرم تحريم قطعي، وكل منهم له حكمه الخاص. الكبائر هي التي ليس لها كفارة سوى التوبة الصادقة. بينما الصغائر يمكن أن تغتفر بالصلوات الخمس، وصلاة الجمعة، وصيام رمضان، وقيام الليل في رمضان، وأي العبادات الأخرى. أيضاً يمكن أن تغتفر بتجنب الكبائر.
كل الأحكام المعاصرة تميل إلى الحكم على التدخين بأنّه محتمل أن يكون مؤذي أو حرمته تحريم مطلق كونه سبب لتدمير الصحة الخطير . المسلمين العرب يميلوا لمنع التدخين (على الرغم من أن المملكة العربية السعودية صنفت 23 عالمياً كعدد السكان المدخنين) وفي جنوب آسيا يعتبر التدخين قانوني لكنه مثبط الاستخدام.
في العديد من أجزاء العالم العربي، الحالة القانونية للتدخين تغيرت تغيرات إضافيه في السنوات الأخيرة، والكثير من الفتاوى ومراسيم رجال الدين، يشمل السلطات البارزة مثل جامعة الأزهر في مصر، تعتبر الآن التدخين ممنوع. الأسباب المستشهِدة لدعم إعادة تصنيف التدخين كممنوع تشمل القوانين الإسلامية العامة التي تحرم كل الأفعال المؤدية للضرر. مثل قوله تعالى «وأنفقوا في سبيل الله ولا تلقوا بأيديكم إلى التهلكة..»(البقرة 2/195). بالإضافة إلى اعتماد الفقهاء على نصائح القرآن بعدم إضاعة المال. الإدراك الأكبر للماخطر المرتبطة بالتدخين غير المباشر، أيضاً دفع الفقهاء الحديثين إلى ذكر هذا الالتزام لتجنب الإزعاج المقصود، والضرر، وأي أذى آخر للناس.

### المرتجعة
منذ عام 1970 إلى أواخر 1990، شركات التبغ التي تشمل التبغ الأمريكي البريطاني والفيليب موريز شاركت في حملة لتقويض فتاوى ضد التدخين في أكثرية البلدان المسلمة من خلال وصف المسلمين الذين عارضوا التدخين ب «المتعصبين؟ الذين يتمنون الرجوع إلى قانون الشريعة» ويعتبروا «تهديد للحكومة الحالية».
صناعة التبغ كانت قلقة أيضاً من تشجيع منظمة الصحة العالمية لمناهضة التدخين من العلماء المسلمين. تقرير عام 1985 من شركة التبغ فيليب موريز ألقى باللوم بشكل مباشر على منظمة الصحة العالمية: «هذا التطور الإيديولوجي أصبح تهديد لأعمالنا بسبب استنتاج منظمة الصحة العالمية»..منظمة الصحة العالمية لم تدعم فقط المسلمين المتعصبين الذين يرون الدخان شر، لكنها أيضاً ذهبت أبعد من ذلك بتشجيع الزعماء الدينيين الذين لم يكونوا نشيطين في السابق ضد التدخين لتناول القضية.

### اليهودية
في وقت مبكر في الحركة الحسيدية، بعل سيم توف علّم أن تدخين يمكن استخدامه كإخلاص ديني، ويمكن المساعدة في تحقيق عصر يهودي مسيحي. ليفي يتسحاك البردتشف راوي مقولة «اليهودي يدخن في أيام الأسبوع ويستنشق التبغ في يوم السبت». الحاخام دوفيد ليلوفة علم أن عادة رجل الدين الجيدة هي التدخين في ليالي السبت بعد يوم السبت اليهودي، وهذه العادة متّبعة من قبل قائد رجال دين الليلوفى وسكولن، مع ذلك تيار قائد السكولن حاول أن يثني الناس عن متابعة مثاله، في ضوء تيار الآراء المعارضة للتدخين، ويعطي نفسه نفخات قليلة من السجائر بعد الهافدالا. العديد من اليهود الحسيديين يدخنون، والعديد من الذين لا يدخنون سوف يدخنون في عطلة البوريم، حتى لو لم يدخنوا حينها فسوف يدخنون في وقت آخر في السنة، والبعض يعتبره ممارسة روحانية، على غرار دخان المذبح في المعبد القديم. على أية حال في السنوات الأخيرة العديد من الحاخامات الحسيديين أصبحوا ضد التدخين كما فعل الحاخامات من الحركات الأخرى .
الحاخام إسرائيل ميركاغان (1933-1938) كان واحداً من السلطات اليهودية الأولى المتحدثة عن التدخين. اعتبر التدخين خطر للصحة وإضاعة لاوقتو، وتحلى بالقليل من الصبر تجاه من يزعم بالإدمان، تفيد بأنهم يجب ألا يكونوا قد بدأوا بالتدخين في المقام الأول.
قد يكون لوحظ تحول في المخاوف الصحية الموجهة في التفسيرات الحاخامية المختلفة للقانون اليهودي (الشرع). على سبيل المثال، في وقت كانت لا تزالة العلاقة بين التدخين والصحة موضع شك، الحاخام موشيه فينستين أصدر رأياً مؤثراً عام 1963 نص على أن التدخين مسموح به، رغم أنه لا يزال غير مستحسن.
في الآونة الأخيرة، الجواب الشرعي الحاخامي مال إلى مجادلة أن التدخين محرم بسبب وقوع إيذاء النفس تحت القانون اليهودي وأن التدخين في الأماكن المغلقة يجب حظره لأنه يسبب الأذى للآخرين . ترتكز قاعدة تعريض الذات للخطر جزئياً على آية من التوراة تقرأ كحكم قضائي لمراقبة صحة الفرد «ويجب عليكم مراقبة  أنفسكم جيداً» وبالمثل، يتم تتبع القواعد الحاخامية ضد الإضرار بالآخرين إلى قوانين التوراة والتلمود .
دعا اشكنازي الحاخامات الحريديم الشهيرة الناس بعدم التدخين ودعا التدخين «عادة شريرة». يشمل هؤلاء الحاخامات الحاخام يوسف شولوم إلياشيف، والحاخام شمويل هاليني ويسنر منع الناس من البدء بالتدخين وقال أن هؤلاء المدخنين يجب عليهم أن يمتنعوا عنه . كل هؤلاء الحاخامات أيضاً قالوا يجب منع التدخين في الأماكن العامة لأن الآخرين يمكن أن ينزعجوا بسببه .
من بين الحاخامات الحريديم المهمين، الحاخام بين تزيون آبا شاول والحاخام موشيه تزيداكا دعو الشباب لعدم البدء بالتدخين .
وتشمل حاخامات اشكنازي الرئيسية الأخرى الذين نهوا صراحة عن التدخين يشملوا الحاخام إليزر والدنبارغ، والحاخام موشيه ستيرن، والحاخام شام بنكاز شنبرغ.

## الهندوسية
بينما لم يمنع في الهندوسية بشكل صريح، شوهد استخدام التبغ كشكل من أشكال السّكر، وعلى هذا النحو لا ينبغي أن يتم ذلك في الأماكن العامة .
فيشنا ال ISKON ، وجدوا من قبل A.C . أبهاي شارانارفيندا سوامي برابهوبادا، منعوا استخدام التبغ .

## الديانات الأمريكية المحلية
(الغليون الاحتفالي)
-وعاء غليون مرصع بالكلاينيت بوجهين، في أوائل القرن التاسع عشر، سييتون سيوكس.
-وعاء غليون احتفالي من الكلاينيت يستخدم من قبل السوك.
التدخين الطائفي للغليون المقدس يعتبر مراسم لرجال الدين في عدد من الثقافات الأمريكية المحلية، بينما القبائل الأخرى مدخنين اجتماعيين فقط، إذا كانوا مدخنين على الإطلاق . في بعض الحالات يدخن التبغ، وفي حالات أخرى عنب الدب، أو مجموعة منهم الاثنان .
يزرع ويحصد التبغ بشكل الطبيعي، ويتم تحضيره بالطرق التقليدية إلى المجتمعات الأمريكية الاصلية والمجتمعات الاحتفالية الأولى، وهو يختلف تماماً عن التبغ الذي يتم تسويقه تجارياً .
التبغ التجاري يحتوي عادة على مواد كيميائية وكميات عالية من النيكوتين. في الاستعمالات الشعائرية، كميات قليلة من التبغ الطبيعي يتم حرقه بالمقارنة بالعامّي، تدخين التبغ الترفيهي . هناك حركة بين السكان الأصليين، تشمل قرار من الكونغرس الوطني للهنود الأمريكيين، للتأكيد على أن التبغ النامي بشكل طبيعي فقط يستخدم في الشعائر، وأن التدخين الاجتماعي واستخدام التبغ التجاري يجب تجنبه أو إنهائه تماماً.
في حين، جودة صناعة التبغ التجاري تعرضت للخطر نتيجة الهندسة الكيميائية من قبل صناعة التبغ واحتواء التبغ التجاري على 7000 مادة كيميائية (مثل: سم الفئران، فورمالديهايد، أمونيا، الأسيتون، الزرنيخ، والعديد من المواد) ضارة للصحة، والتبغ التجاري يزدري التقاليد التراثية الأساسية للهنود الامريكان وسكان ألاسكا الأصليين .
والآن سوف يتم حل ذلك بقيام الكونغرس الوطني للهنود الأمريكيين إقرار سياسات حماية أفراد المجتمع القبلي من استخدام التبغ والتعرض للتدخين غير المباشر من خلال سياسات الهواء الخالية من التبغ التجارية القبلية (تشمل كل منتجات التبغ التجاري) في الأماكن المغلقة والأماكن العامة (تشمل الكازينوهات)، بشرط الوصول إلى قطع خدمات التبغ عالي الجودة ، وتشجيع إصدار قوانين لتثبيط الأفراد من شراء واستخدام منتجات التبغ التجاري ؛-الكونغرس الوطني للأمريكان الهنود القرار SPO-16-046#.

## الأديان الوثنية
استخدام التبغ يحمل نظره مقدسة و/أو محايدة في العديد من الديانات الوثنية إن لم تكن كلها ، ويظهر في بعضهاة كحرية وسكر مع الآلهة .

## السيخية
جورو جوبند سينغ منع سيخه من تدخين التبغ . قال بأن التبغ "jagat jhoot"
بالبنجابية «كذبة العالم».
الأسطورة تنص على أنه عندما كان جورو جوبند سينغ جي يركب فرسه الأزرق، نيلا، لن تدخل حقل التبغ وتربى أمامه.

## الزرادشتية
نظرت المجتمعات الزرادشتية الحديثة لفكرة التبغ وفقاً للمعرفة العلمية بما تسببه من أذى للجسم. هذا الموقف تجاه التدخين لم يكن له علاقة مباشرة بنصوص افستاس ولم يكن منصوص عليه في الدين، بل الدين يأمر بعدم الإساءة باستخدام النار لأنها مقدسة . تعلّم الزرادشتية أن تفعل ما هو أفضل بالنسبة للعالم بناءاً على المعرفة لدى الشخصرحول هذا الموضوع ، وبشكل غير مباشر معرفة أن التدخين ضار للجسم يجعلهم يدينون بذلك .